# Comes a Time
Comes a Time ist ein 1978 erschienenes Musikalbum von Neil Young.

## Entstehungsgeschichte
Das Album dokumentiert Neil Youngs Rückkehr zum Folk-Rock. Der Titel sollte ursprünglich Give to the Wind lauten. Unter diesem Titel sind auch einzelne Kopien als Testpressung und als erste Ausgabe des Albums in Neuseeland in Umlauf gelangt. Die LP benötigte fast zwei Jahre Produktionszeit. Sie entstand zwischen dem 28. November 1975 und dem 21. November 1977 in insgesamt sechs Tonstudios, darunter auch im Nashville Sound Shop. Sie wurde erst knapp ein Jahr nach Beendigung der Aufnahmen veröffentlicht und erschien am 13. Oktober 1978.
Den Song Motorcycle Mama soll Neil Young geschrieben haben, nachdem er in Fort Lauderdale eine Frau von einem Barhocker hatte fallen sehen. Four Strong Winds ist ein Lied aus der Feder von Ian Tyson.

## Cover
Das Cover der LP zeigt ein gelblich eingefärbtes Schwarzweißfoto von Neil Young im Studio. Er trägt einen Hut, lächelt und spielt eine Akustikgitarre, seine Martin D-45. 
Auf der Rückseite sind die Titelliste und Angaben zu den Musikern und der Produktion des Albums.

## Titelliste
Seite 1
1. Goin’ Back (4:43) *
2. Comes a Time (3:05) *
3. Look Out for My Love (4:06) ** (mit Crazy Horse)
4. Lotta Love (2:40) ** (mit Crazy Horse)
5. Peace of Mind (4:06) *

Seite 2
1. Human Highway (3:09) *
2. Already One (4:53) ***
3. Field of Opportunity (3:08) ****
4. Motorcycle Mama (3:08) *
5. Four Strong Winds (4:07) *

Alle Songs wurden von Neil Young geschrieben, bis auf Four Strong Winds von Ian Tyson.
* produziert von Neil Young, Ben Keith, Tim Mulligan
** produziert von Neil Young, David Briggs, Tim Mulligan
*** produziert von Neil Young, Ben Keith
**** produziert von Neil Young, Tim Mulligan

## Produktion
- Produzenten – Neil Young, Ben Keith, Tim Mulligan & David Briggs
- Techniker – Tim Mulligan, Michael Laskow, David McKinley, Danny Hilly, Mike Porter, Denny Purcell, Rich “Hoss” Adler, Ernie Winfrey, Gabby Garcia & Paul Kaminsky
- Leitung – Elliot Roberts
- Mastering – Columbia, New York; Phil Brown und Stu Romain
- Fotografie – Coley Coleman
- Künstlerische Leitung – Tom Wilkes

## Musiker

### Gone with the Wind Orchestra

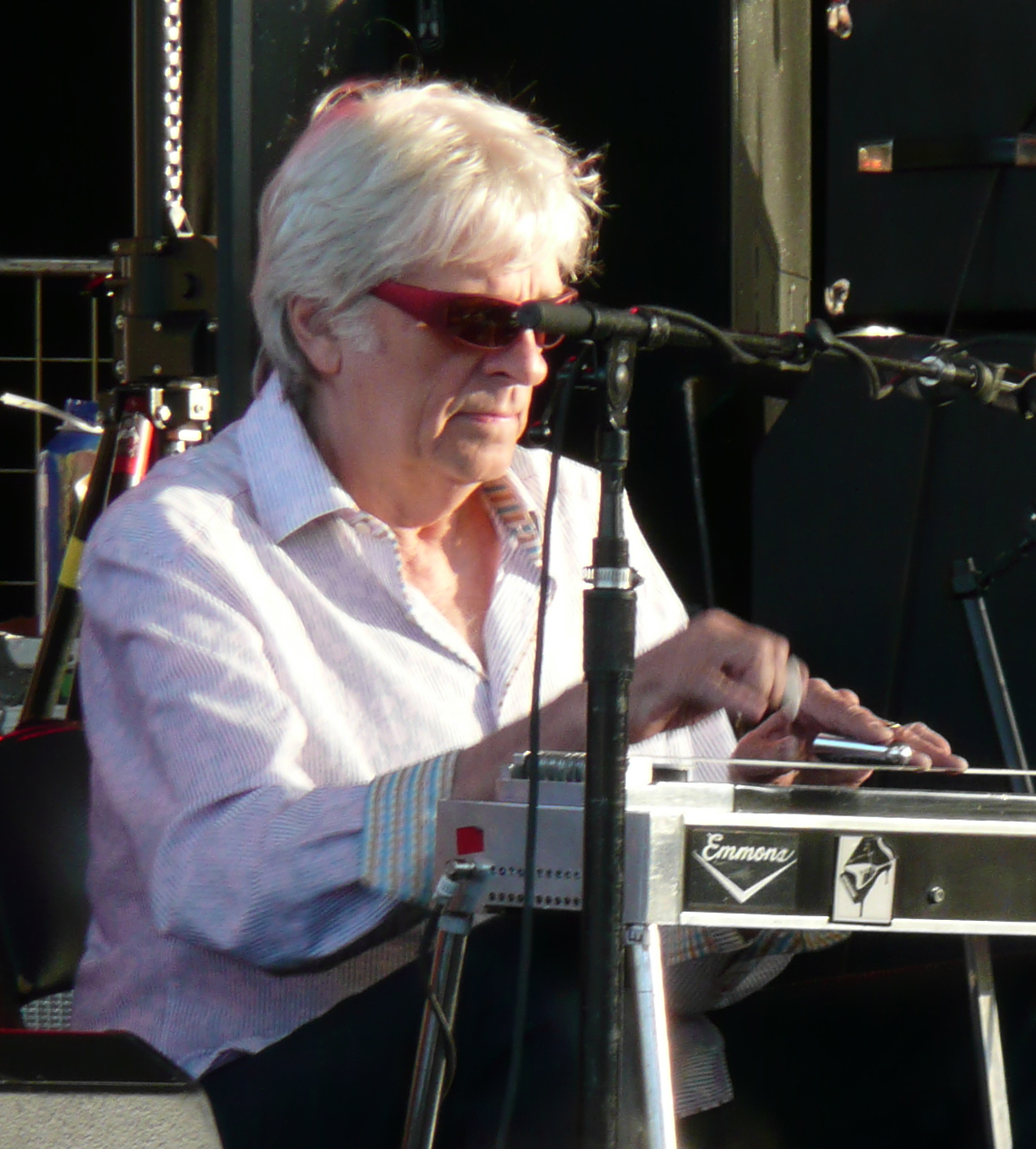
Steelgitarrist Ben Keith am 19. Juni 2009

- Neil Young – Gitarre, Mundharmonika, Gesang
- Nicolette Larson – Harmoniegesang
- Ben Keith – Steel Guitar
- Carl Himmel – Schlagzeug
- Tim Drummond – Bass
- Spooner Oldham – Piano
- Rufus Thibodeaux – Geige
- Joe Osborn – Bass
- Larrie Londin – Schlagzeug
- J. J. Cale – Elektrische Gitarre
- Farrel Morris – Percussion
- Rita Fey – Autoharp

#### Akustikgitarre
- Grant Boatright, John Christopher, Jerry Shook, Vic Jordan, Steve Gibson, Dale Sellers und Ray Edenton

#### Strings
- Shelly Kurland, Stephanie Woolf, Marvin Chantry, Roy Christensen, Gary Vanosdale, Carl Goroditzby, George Binkley, Steve Smith, Larry Harvin, Larry Lasso, Carol Walker, Rebecca Lynch, Virginia Christensen, Maryanna Harvin, George Kosmola und Martha McCrory

Strings von Chuck Cochran, außer Goin’ Back und Comes a Time (von Neil Young & Chuck Cochran)

### Crazy Horse
- Frank Sampedro – Gitarre, Gesang
- Billy Talbot – Bass, Gesang
- Ralph Molina – Schlagzeug, Gesang
- Tim Mulligan – Saxophon

## Kommerzieller Erfolg

### Chartplatzierungen
| ChartsChartplatzierungen       | Höchstplatzierung | Wochen |
| ------------------------------ | ----------------- | ------ |
| Vereinigte Staaten (Billboard) | 7 (30 Wo.)        | 30     |
| Vereinigtes Königreich (OCC)   | 42 (3 Wo.)        | 3      |

### Auszeichnungen für Musikverkäufe
| Land/Region                  | Auszeichnungen für Musikverkäufe (Land/Region, Auszeichnung, Verkäufe) | Verkäufe |
| ---------------------------- | ---------------------------------------------------------------------- | -------- |
| Australien (ARIA)            | 2× Platin                                                              | 140.000  |
| Frankreich (SNEP)            | 2× Gold                                                                | 200.000  |
| Neuseeland (RMNZ)            | Platin                                                                 | 20.000   |
| Vereinigte Staaten (RIAA)    | Gold                                                                   | 500.000  |
| Vereinigtes Königreich (BPI) | Gold                                                                   | 100.000  |
| Insgesamt                    | 3× Gold · 3× Platin ·                                                  | 960.000  |

Hauptartikel: Neil Young/Auszeichnungen für Musikverkäufe